# Томіока (Фукусіма)

37°20′44″ пн. ш. 141°0′31″ сх. д. / 37.34556° пн. ш. 141.00861° сх. д.
Томіо́ка (яп. 富岡町, とみおかまち, МФА: [tomʲioka mat͡ɕi̥]) — містечко в Японії, в повіті Футаба префектури Фукусіма. Розташоване на сході префектури, на березі Тихого океану. Утворене 1900 року. Основою економіки є сільське господарство та рибальство. В містечку працює адміністрація Другої фукусімської атомної електростанції.
Станом на 1 жовтня 2008 площа містечка становила 68,47 км². Станом на 1 січня 2009 населення містечка становило 15 758 осіб.